# Timon Wellenreuther
Timon Wellenreuther (Karlsruhe, Alemania, 3 de diciembre de 1995) es un futbolista alemán. Juega de portero y su equipo es el Feyenoord de la Eredivisie.

## Biografía
Su padre, Ingo Wellenreuther, es un político y el actual presidente del Karlsruher SC.

## Trayectoria

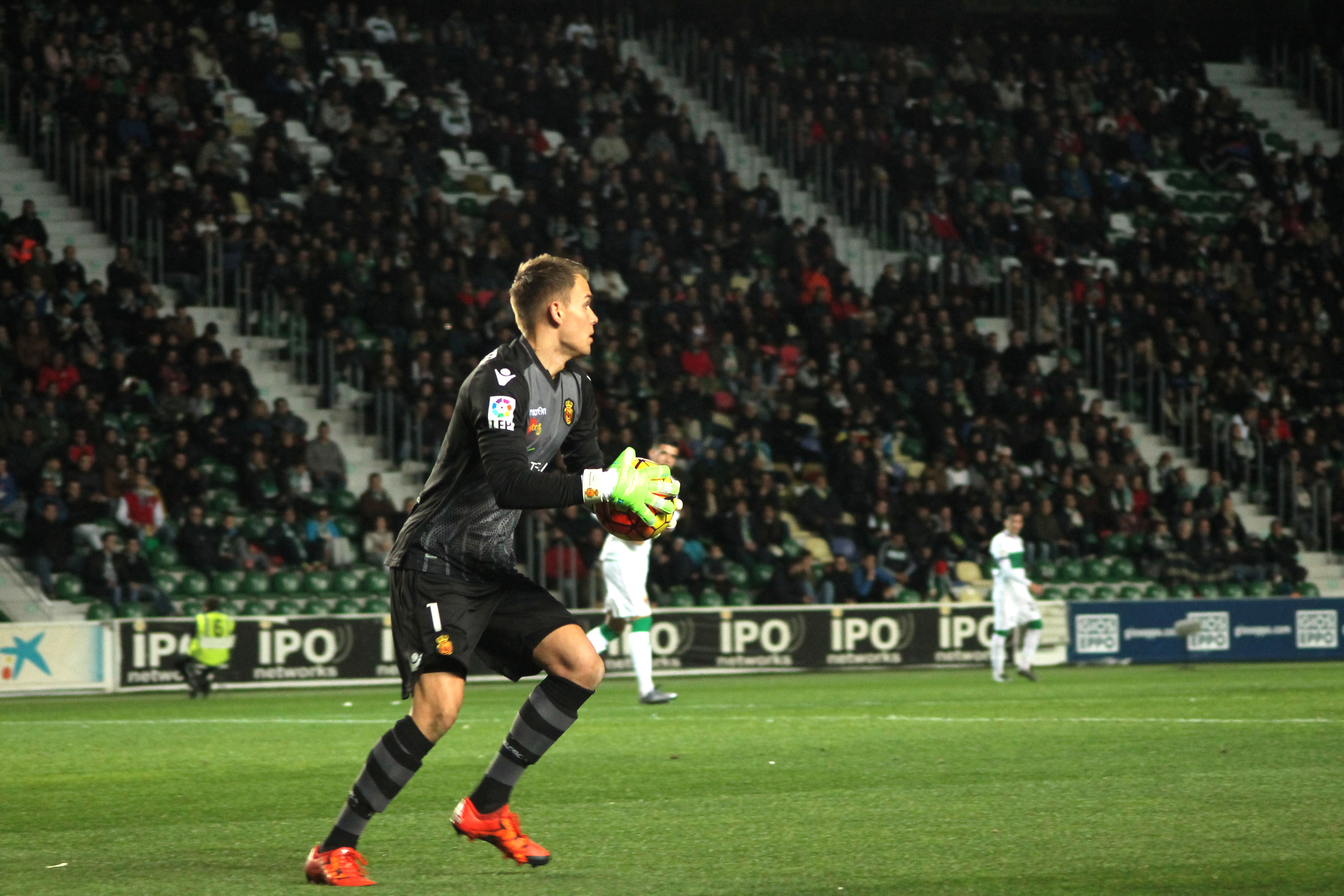
Timon Wellenreuther, durante el partido Elche vs Mallorca, el 24 de mayo de 2016.

Wellenreuther se unió al Schalke 04 en 2013 procedente del Karlsruher SC. Debutó en la Liga de Campeones de la UEFA contra el Real Madrid el 18 de febrero de 2015. Hizo su debut en la 1. Bundesliga el 3 de febrero de 2015 contra el Bayern de Múnich en el empate 1-1 a domicilio. Reemplazó a Fabian Giefer en el medio tiempo.
El 25 de junio de 2015 se oficializó su fichaje por el Real Club Deportivo Mallorca. El futbolista llegó cedido al club balear, que pactó una opción de compra.

## Clubes
| Club                       | País         | Año       |
| -------------------------- | ------------ | --------- |
| F. C. Schalke 04           | Alemania     | 2014-2017 |
| R. C. D. Mallorca (cedido) | España       | 2015-2016 |
| Willem II                  | Países Bajos | 2017-2020 |
| R. S. C. Anderlecht        | Bélgica      | 2020-2023 |
| Willem II (cedido)         | Países Bajos | 2021-2022 |
| Feyenoord (cedido)         | Países Bajos | 2022-2023 |
| Feyenoord                  | Países Bajos | 2023-act. |

## Palmarés

### Títulos nacionales
| Título                        | Club      | País         | Año     |
| ----------------------------- | --------- | ------------ | ------- |
| Eredivisie                    | Feyenoord | Países Bajos | 2022-23 |
| Copa de los Países Bajos      | Feyenoord | Países Bajos | 2023-24 |
| Supercopa de los Países Bajos | Feyenoord | Países Bajos | 2024    |